# نمط معياري
النمط المعماري (بالإنجليزية: architectural pattern)‏ هو حل عام يمكن إعادة استخدامه لمشكلة شائعة الحدوث في هندسة البرمجيات ضمن سياق معين. تعالج الأنماط المعمارية قضايا مختلفة في هندسة البرمجيات، مثل قيود أداء أجهزة الحاسوب، والتوافر المرتفع وتقليل مخاطر الأعمال التجارية. تم تنفيذ بعض الأنماط المعمارية ضمن أطر البرمجيات.
تأثر استخدام كلمة «نمط» في صناعة البرمجيات بمفاهيم مماثلة تم التعبير عنها في العمارية التقليدية، مثل لغة نمط كريستوفر ألكسندر (1977) التي ناقشت الممارسة من حيث إنشاء معجم أنماط، مما دفع الممارسين من علوم الحاسوب والبرمجة للتفكير في معجم التصميم الخاص بهم.
أصبح استخدام هذه الاستعارة في مهنة هندسة البرمجيات أمرًا شائعًا بعد نشر أنماط التصميم (1994) من قبل إريك جاما، وريتشارد هيلم، ورالف جونسون، وجون فليسيديس - المعروفة حاليًا باسم «عصابة الأربعة» - التي تترافق مع السنوات الأولى للإنترنت العام، مما يشير إلى بداية أنظمة البرمجيات المعقدة التي «تأكل العالم»  والحاجة المقابلة لتدوين عالم تطوير البرمجيات سريع الانتشار على أعمق مستوى ممكن، مع الحفاظ على المرونة والتكيف.
تشبه الأنماط المعمارية أنماط تصميم البرامجيات ولكن لها نطاق أوسع.

## تعريف
على الرغم من أن النمط المعماري ينقل صورة للنظام، إلا أنه ليس جزء من المعمارية. النمط المعماري هو مفهوم يحل ويحدد بعض العناصر المتماسكة الأساسية لهندسة البرمجيات. قد تنفذ معماريات مختلفة لا حصر لها نفس النمط وتشترك في الخصائص ذات الصلة. غالبًا ما يتم تعريف الأنماط على أنها «موصوفة بدقة ومتوفرة بشكل شائع».

## الطراز المعماري
بعد هندسة المباني التقليدية، يعد «النمط المعماري للبرمجيات» طريقة محددة للبناء، تتميز بالميزات التي تجعلها ملحوظة.
يعامل البعض الأنماط المعمارية architectural patterns والأساليب المعمارية architectural styles كما لو كانا نفس الشيء،  يعامل البعض الأساليب على أنها تخصصات للأنماط. ما تشترك فيه هو أن الأنماط والأنماط هي التعابير والمصطلحات التي يستخدمها المعماريون، فهي «توفر لغة مشتركة» أو «مفردات» تصف بها أصناف الأنظمة.
والفرق الرئيسي هو أنه يمكن رؤية النمط كحل لمشكلة، في حين أن الأسلوب أكثر عمومية ولا يتطلب مشكلة ليتم حلها كي يظهر ذلك الأسلوب.

## أمثلة
فيما يلي قائمة بأنماط المعمارية وأنماط تصميم البرامج المقابلة وأنماط الحلول.
| منطقة المجال الفرعي     | نمط العمارة | أنماط تصميم البرمجيات | أنماط الحل                                                                               | الأنماط ذات الصلة                                                                               |
| ----------------------- | --- | --- | ---------------------------------------------------------------------------------------- | ----------------------------------------------------------------------------------------------- |
| تكامل البيانات / SOA    | - ETL (تحويل وتحويل استخراج البيانات) | - تغيير التقاط البيانات - بالقرب من الوقت الفعلي ETL - دفعة ETL - اكتشاف البيانات | - معالجة الأخطاء - جدولة الوظائف - تأكيد صحة البيانات - تحميل أبعاد تتغير ببطء           | - EAI - مركز البيانات الرئيسي - مخزن البيانات التشغيلية (ODS) - مارت البيانات - مستودع البيانات |
| تكامل البيانات / SOA    | - MFT | |                                                                                          |                                                                                                 |
| تكامل البيانات / SOA    | - EAI / ESB | - نشر الاشتراك - طلب الرد - أنماط تبادل الرسائل | - اتجاه واحد - طلب / استجابة متزامنة - رد الاتصال الأساسي - التحقق من المطالبة           | - الخدمية                                                                                       |
| هندسة البيانات          | - مخازن بيانات المعاملات (TDS / OLTP) - مخزن البيانات الرئيسي - مخزن البيانات التشغيلية - مارت البيانات - مستودع البيانات                                                              | - قواعد بيانات التطبيقات المخصصة - قواعد بيانات التطبيقات المعبأة |                                                                                          | - ETL - EAI - الخدمية                                                                           |
| التحليلات وذكاء الأعمال | - تقارير المعاملات - التحليلات التشغيلية - تحليل الأعمال - تحليلات تنبؤية - التحليلات الإلزامية - تحليلات الجري - علوم البيانات والتحليلات المتقدمة - البرمجة اللغوية العصبية          | - الوصول إلى بيانات تقارير المعاملات - الوصول إلى بيانات التقارير التشغيلية - الوصول إلى بيانات التقارير التحليلية - الوصول إلى بيانات لوحة القيادة التحليلية - الوصول إلى بيانات لوحة القيادة التشغيلية - بيانات التعدين | - لوحات المعلومات في الوقت الفعلي - تحليلات داخل الذاكرة - تحليل احصائي - تحليلات تنبؤية | - ETL - EAI - TDS - مخزن البيانات التشغيلية - مارت البيانات                                     |
| إدارة البيانات الرئيسية | - مركز البيانات الرئيسي | - تكرار البيانات الرئيسية - خدمات البيانات الرئيسية - مزامنة البيانات الرئيسية |                                                                                          | - تغيير التقاط البيانات - EAI - الأمراض المنقولة بالاتصال الجنسي                                |
| نمذجة البيانات          | - نمذجة بيانات الأبعاد - نمذجة بيانات التقارير الإلكترونية | - معايير النمذجة - اصطلاحات التسمية |                                                                                          |                                                                                                 |
| الذكاء الاصطناعي        | - إدارة القرار - التعرف على الكلام - تحليلات النص والبرمجة اللغوية العصبية - جيل اللغة الطبيعية - التعلم الآلي الكلاسيكي - تعلم عميق - أتمتة العمليات الروبوتية - تحليل الصور والفيديو | |                                                                                          |                                                                                                 |

بعض الأمثلة الإضافية للأنماط المعمارية:
- نمط وسيط
- نموذج للرؤية وحدة تحكم
- بنية متعددة المستويات (غالبًا ثلاثة مستويات أو n- الطبقة)
- واحد إلى واحد
- الخدمات الهندسية الموجهة

## فهرس
- Avgeriou، Paris؛ Uwe Zdun (2005). "Architectural patterns revisited:a pattern language". 10th European Conference on Pattern Languages of Programs (EuroPlop 2005), Irsee, Germany, July.
- Buschmann F.؛ Meunier R.؛ Rohnert H.؛ Sommerlad P.؛ Stal M. (1996). Pattern-Oriented Software Architecture: A System of Patterns. جون وايلي وأولاده. مؤرشف من الأصل في 2017-11-29.
- Bass L.؛ Clements P.؛ Kazman R. (2005). Software Architecture in Practice: Second Edition. أديسون-ويسلي [الإنجليزية].